# Omahas
Pour les articles homonymes, voir Omaha.
 (juin 2023).
Si vous disposez d'ouvrages ou d'articles de référence ou si vous connaissez des sites web de qualité traitant du thème abordé ici, merci de compléter l'article en donnant les références utiles à sa vérifiabilité et en les liant à la section « Notes et références ».
Les Omahas sont un peuple nord-amérindien parlant une langue siouane et proche parent des Poncas. Ils résident dans la réserve Omaha dans le nord-est du Nebraska et l'ouest de l'Iowa, aux États-Unis, principalement dans la partie sud du comté de Thurston et le nord-est du comté de Cuming.

## Histoire
À l'origine, les Omahas, ou « ceux qui vont contre le vent ou le courant », vivaient sur la côte Atlantique puis, au XVIIe siècle, ont migré à l'ouest de la rivière Missouri. Dans cette nouvelle région, les Omahas vivent comme les autres peuples des Plaines. Ils construisent des tipis l'été et des huttes recouvertes de terre en hiver. 
Vers 1770, les Omahas sont devenus la première tribu des plaines du Nord à domestiquer le cheval. Ils ont développé un vaste réseau commercial avec les premiers explorateurs européens et les voyageurs canadiens-français. Ils contrôlaient ainsi le commerce des fourrures et l'accès à d'autres tribus sur le haut Missouri.
Les Omahas vivaient de chasse (de bisons, d'ours, de petits mammifères et d'oiseaux) et d'un peu d'agriculture.
Le premier journal européen faisant référence à la tribu Omaha a été fait par Pierre-Charles Le Sueur en 1700. Il décrit un village Omaha avec 400 habitations et une population d'environ 4 000 personnes. Il était situé sur la rivière Big Sioux, près de l'actuelle Sioux City, dans l'Iowa. Les Français l'appelaient alors « la rivière des Mahas ».

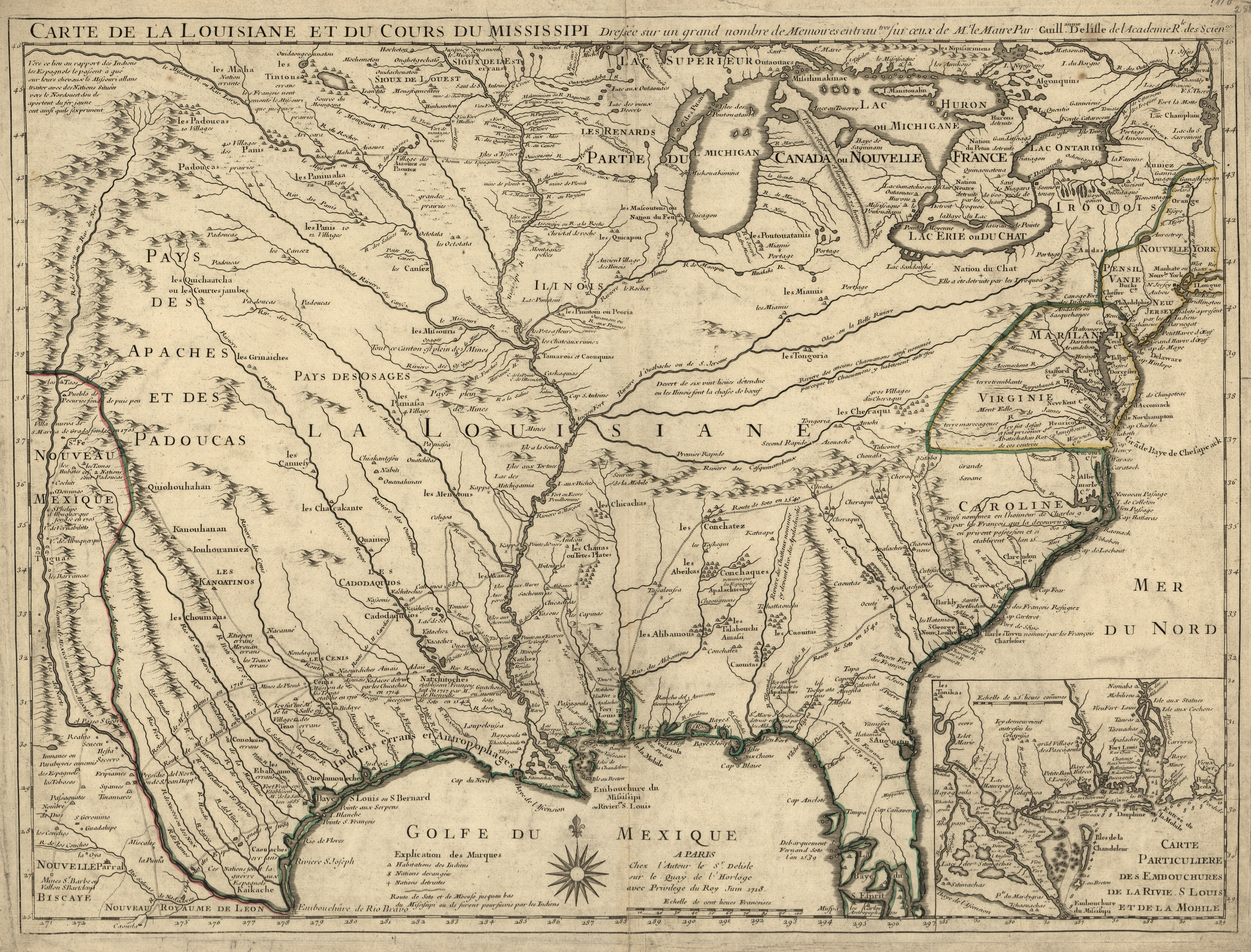
Carte de la Louisiane et du Mississippi par Guillaume Delisle en 1718. Les Omahas sont mentionnés comme les Maha, nation errante.

En 1718, le cartographe français Guillaume Delisle a cartographié la tribu comme Les Maha, nation errante, le long du tronçon nord du Missouri. Les trappeurs français commencent à traiter avec les Omahas, en particulier au village Ton won tonga (ou Tonwantonga), dont le chef était L'Oiseau Noir. À cette époque, les Omahas contrôlaient le commerce des fourrures sur la rivière Missouri. Vers 1795, le village comptait environ 1 100 habitants. 

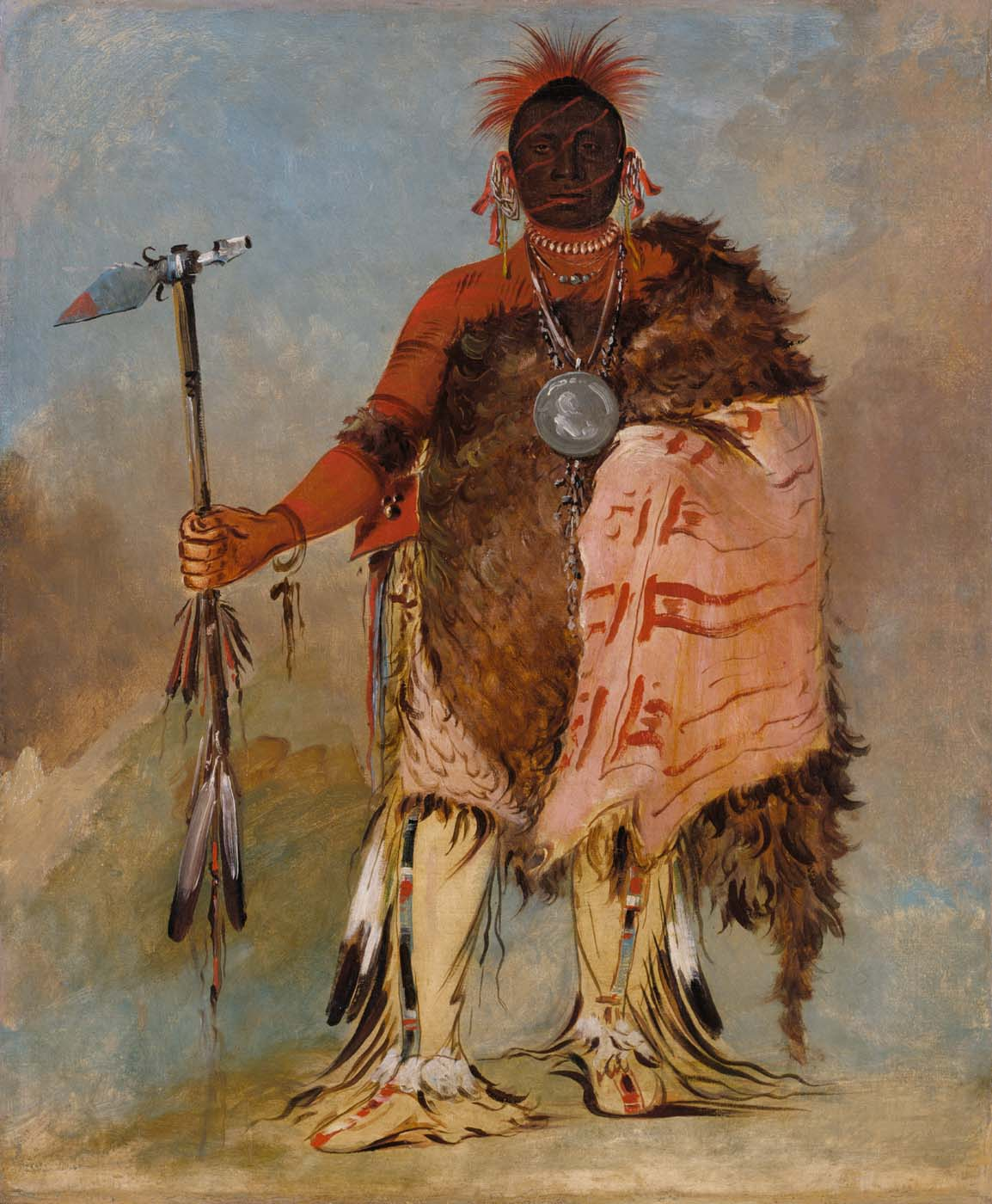
Peinture du guerrier omaha Om-pah-tón-ga par George Catlin en 1832.

Vers 1800, une épidémie de variole frappe la région, décimant considérablement la tribu en tuant environ un tiers de ses membres. Le chef L'Oiseau Noir fait partie des victimes. Il avait établi un commerce avec les Espagnols et les Français comme mesure de sécurité pour protéger son peuple. Conscient qu'ils manquaient traditionnellement d'une grande population pour se défendre des tribus voisines, il pensait que favoriser de bonnes relations avec les explorateurs blancs et le commerce constituait la clé de leur survie. Les Espagnols ont construit un fort à proximité et ont échangé régulièrement avec les Omahas pendant cette période. 
En 1804, les Omahas sont visités par l'expédition Lewis et Clark. Les Omahas entretiennent des relations plutôt pacifiques avec leurs voisins blancs et acceptent bien le passage des mormons sur leur territoire dans les années 1850.

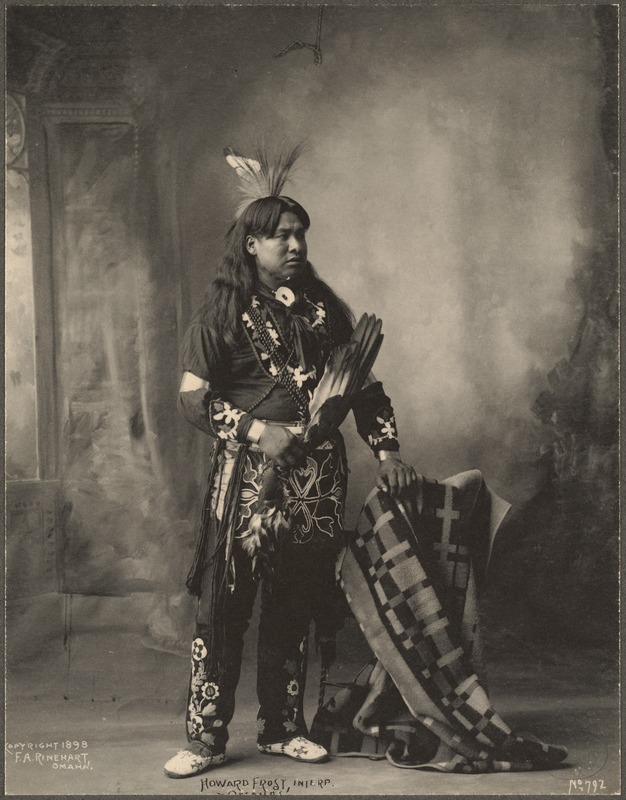
Photographie de Howard Frost, interprète omaha, par Frank Rinehart en 1898.

En 1854, les Omahas vendent l'essentiel de leurs territoires au gouvernement des États-Unis pour 850 000 dollars et doivent s'installer dans la réserve du district de Thurston. Logan Fontenelle sert d'interprète lors des négociations.
Leur population a été estimée à 2 800 en 1750 et 5 000 en 1995. À cette date, une soixantaine de personnes, toutes âgées, parlaient encore l'omaha.
Aujourd'hui et depuis le recensement de Lewis Henry Morgan des terminologies de systèmes de parenté, le terme « crow-omaha » désigne un de ces types de terminologie dont le nombre est finalement assez restreint. Cependant beaucoup d'anthropologues refusent toujours de le considérer comme tel.
Omaha, la plus grande ville du Nebraska, porte le nom de la nation.

## Langue
Les Omahas parlent l'omaha-ponca, l'une des quatre langues (avec l'osage, le kanza et le quapaw) du sous-groupe des langues dhegiha. Ce sous-groupe fait lui-même partie des langues siouanes. De par leur très grande similarité, le dialecte utilisé par les Omahas et celui des Poncas sont confondus en une seule langue bien que les locuteurs de chacune des deux tribus les distinguent. C'est surtout dans le vocabulaire concernant des mots récents, arrivés avec les Européens ou bien par les innovations du XXe siècle, que la différence entre le ponca et l'omaha se fait le plus ressentir. Par exemple, pour dire « téléphone », les Poncas diront « mán anze uthín », ce qui se peut se traduire par « tapotement de métal » (à l'origine en référence au télégraphe) tandis que les Omahas diront « mónonze íutha » (le « métal parlant »). Mais en général, les locuteurs des deux tribus n'ont aucun mal à se comprendre.
L'omaha-ponca fut largement étudié au XIXe siècle par le siouaniste James Owen Dorsey, qui l'appelait Ȼegiha, mais aussi par Alice C. Fletcher et son collaborateur omaha Francis La Flesche ainsi que James Henri Howard. Tous ont fourni de nombreux ouvrages de grammaire et des dictionnaires concernant cette langue.
À l'origine, l'omaha-ponca n'a pas de forme écrite. Mais, depuis quelques années, les deux tribus ont développé une forme écrite de leur langue avec une graphie proche de celle utilisée par Fletcher et LaFlesche. Cependant, lire et écrire en omaha-ponca reste compliqué, notamment parce que les principaux textes, chants et légendes ont été rapportés à l'écrit par James O. Dorsey qui utilisait une orthographe idiosyncratique afin de transcrire au mieux la prononciation des mots. Cette orthographe est plutôt difficile à interpréter pour les néophytes.
L'omaha-ponca est une langue en danger d'extinction. Bien qu'elle soit de nouveau enseignée dans les écoles des villes où vivent les membres des tribus au Nebraska , il n'y aurait plus que quelques dizaines de personnes pour qui elle serait la langue primaire. L'omaha-ponca n'est plus utilisée que lors des cérémonies traditionnelles, les enterrements, durant des chants ou encore les annonces de pow-wow. Mais même dans ces moments-là, les paroles prononcées en omaha-ponca sont traduites en anglais pour les non-locuteurs. L'enseignement en classe permet tout de même à la jeune génération de comprendre, sinon de parler l'omaha-ponca, mais comme langue secondaire.

## Prénoms omahas
Les Omahas ont donné des prénoms qui prennent souvent ancrage dans la nature qui les entoure, dans les forces surnaturelles qu'ils perçoivent, dans les qualités des personnes, ou bien dans d'autres évènements de la vie, souvent liés à la naissance. Tout comme l'ensemble des peuples amérindiens dont l'étymologie est similaire.
- Abey : prénom féminin qui signifie « feuille »